# Birdsedge
Birdsedge – wieś w Anglii, w hrabstwie ceremonialnym West Yorkshire, w dystrykcie metropolitalnym Kirklees. Leży 28 km na południe od miasta Leeds i 253 km na północny zachód od Londynu. Miejscowość liczy 350 mieszkańców.